# Claude Ryan
Pour les articles homonymes, voir Ryan.
Cet article possède un paronyme, voir Tubal Claude Ryan.
Claude Ryan, né le 26 janvier 1925 à Montréal (Québec) et mort le 9 février 2004 dans la même ville, est un intellectuel, journaliste et homme politique québécois.

## Biographie
Fils d'Henri-Albert Ryan et de Blandine Dorion, Claude Ryan a grandi à Ville-Émard, un quartier montréalais. Son frère aîné, Gérald (mort en 2002), a été juge à la Cour supérieure et son frère cadet, Yves (mort en 2014), a été maire de la Ville de Montréal-Nord de 1963 à 2001.

### L’intellectuel et le journaliste
Claude Ryan obtient un baccalauréat ès arts du Collège Sainte-Croix, alors affilié à l'Université de Montréal, et poursuit ses études à l'École de service social de l'Université de Montréal de 1944 à 1946.
En 1945, à l'âge de vingt ans, Ryan devient secrétaire national de l'Action catholique canadienne (section francophone).
En 1951-1952, il fait un stage d'études en histoire de l'Église et en histoire universelle à l'université pontificale grégorienne, une université romaine dirigée par les Jésuites et dépendant du Saint-Siège.
Entré au journal Le Devoir comme éditorialiste en 1962, Claude Ryan y fait une brillante carrière. Il est nommé directeur du quotidien montréalais le 1er mai 1964, poste qu'il occupe jusqu'au 11 janvier 1978.
Claude Ryan à travers quelques grands éditoriaux :
- Le Devoir et l'élection du 15 novembre - Le meilleur choix abstraction faite de l'indépendance, novembre 1976
- Le Devoir et l'élection du 15 novembre - L'objection de l'indépendance, novembre 1976
- Un métier plus difficile qu'on ne pense, mai 1973
- Le non d'un gouvernement et d'un peuple, juin 1971
- Le Devoir après 60 ans, décembre 1970
- Les mesures de guerre: trois questions, octobre 1970
- Le Devoir d'hier et d'aujourd'hui, janvier 1970

Claude Ryan était reconnu pour son intégrité intellectuelle et morale, et sa compréhension de la situation politique contemporaine du Québec. Ses avis et ses écrits ont eu une grande influence sur la classe politique québécoise durant les turbulentes années 1960 et 1970, avant qu'il ne prenne la décision de faire le saut dans l'arène politique en 1978.

« Sous son règne, le quotidien bénéficie d’une influence qu’il n’a jamais eue, sans commune mesure avec son très modeste tirage. Le premier ministre Robert Bourassa consulte très régulièrement le directeur du Devoir avant de prendre une décision importante. Après une période agitée, qui a vu la montée du mouvement souverainiste, le "Vive le Québec libre !" du général de Gaulle, la crise d’Octobre 70, le front commun syndical et l’élection du Parti québécois, Ryan quitte Le Devoir le 11 janvier 1978, pour se lancer en politique et succéder à celui qu’il a si souvent conseillé, à la tête du Parti libéral du Québec. »

### L’homme politique
En 1978 Claude Ryan est élu chef du Parti libéral du Québec. En 1979, il est élu député de la circonscription d'Argenteuil lors d'une élection partielle, puis réélu en 1981. Il devient chef de l'opposition officielle à l'Assemblée nationale du Québec en 1979. N'ayant pas réussi à faire gagner son parti aux élections générales de 1981, son leadership est remis en question et il démissionne comme chef du Parti libéral et chef de l'opposition en 1982.
Une des grandes réussites politiques de Claude Ryan a sans doute été la victoire du camp du « Non » au référendum de 1980 sur la souveraineté du Québec (59,56 % des suffrages exprimés). Le camp du « Oui » était dirigé par le chef du Parti québécois et premier ministre d'alors, René Lévesque.
Par contre, sa meilleure réussite constitutionnelle se produit le 18 novembre 1981 à la suite de son télégramme du 8 novembre 1981 au premier ministre Pierre Elliott Trudeau du Canada et au premier ministre René Lévesque du Québec pour améliorer l’Accord constitutionnel du 5 novembre 1981 dont les aspects positifs l’emportent sur les aspects négatifs. Ainsi, le 18 novembre 1981, grâce à ses propositions, on réintroduisait dans la formule d’amendement la compensation financière à une province qui se retire d’un amendement constitutionnel en matière d’éducation ou dans d’autres domaines culturels et on acceptait une exception pour le Québec afin qu’il ne soit obligé d’appliquer que la « clause Canada » dans l’article 23 de la Charte canadienne des droits et libertés, qui a trait aux droits à l’instruction dans la langue de la minorité.
Il est réélu à l'Assemblée nationale en 1985 et 1989 et se voit confier des fonctions importantes au sein du gouvernement libéral de Robert Bourassa et de Daniel Johnson (fils), soit successivement celles ministre de l'Éducation, de l'Enseignement supérieur et de la Science, ministre responsable de l'application de la Charte de la langue française, ministre de la Sécurité publique et ministre des Affaires municipales.
Homme profondément religieux, il occupait à 20 ans les fonctions de secrétaire national de l'Action catholique canadienne au Québec, une organisation militante laïque. Sa foi chrétienne a guidé sa vie.
M. Ryan s'est retiré de la politique en septembre 1994. Il est mort à Montréal le 9 février 2004. Des funérailles nationales ont eu lieu en la Basilique Notre-Dame de Montréal le 13 février 2004, présidées par le cardinal Jean-Claude Turcotte, archevêque de Montréal.
Le fonds d'archives de Claude Ryan est conservé au centre d'archives de Montréal de Bibliothèque et Archives nationales du Québec.

## Distinctions et décorations
- Compagnon de l'Ordre du Canada en 1995[7]
- Doctorat honoris causa de l'Université du Québec (École de technologie supérieure) en 2004[8]
- Doctorat honoris causa remis par la Faculté des arts et des sciences de l’Université de Montréal, pour souligner ses écrits et sa défense des droits humains, 2004[9]
- Commandeur de l'ordre de la Pléiade en 2004[10]
- Grand officier de l'Ordre national du Québec en 2006[11]

## Hommages
La Place Claude-Ryan a été nommée en son honneur dans la ville de Mirabel 